# Trois-Rives
Trois-Rives är en kommun i provinsen Québec i Kanada. Den ligger i regionen Mauricie, i den sydöstra delen av landet, 280 km nordost om huvudstaden Ottawa.